# Parbhani
Parbhani (marâthî: परभणी) est une ville de l'État du Maharashtra en Inde.